# Operatore momento angolare totale
In meccanica quantistica, l'operatore momento angolare totale è responsabile delle rotazioni nello spazio. Esso ha un significato più esteso rispetto al momento angolare orbitale {\displaystyle {\hat {\mathbf {L} }}={\hat {\mathbf {r} }}\times {\hat {\mathbf {p} }}} perché si generalizza anche al momento angolare di spin e soprattutto è usato nella composizione di operatori momento angolare, essendo valido come somma di più momenti angolari e di diversi tipi.
È anche possibile dimostrare che il momento angolare totale {\displaystyle {\hat {\mathbf {J} }}} è il generatore delle rotazioni nello spazio.
Formalmente il momento angolare totale ha le stesse regole del momento angolare orbitale e dello spin, per cui con {\displaystyle {\hat {\mathbf {J} }}} si può indicare sia {\displaystyle {\hat {\mathbf {L} }}}, sia {\displaystyle {\hat {\mathbf {S} }}} e anche una composizione di momenti {\displaystyle {\hat {\mathbf {J} }}={\hat {\mathbf {L} }}+{\hat {\mathbf {S} }}} oppure {\displaystyle {\hat {\mathbf {J} }}={\hat {\mathbf {L} }}_{1}+{\hat {\mathbf {L} }}_{2}} o ancora {\displaystyle {\hat {\mathbf {J} }}={\hat {\mathbf {S} }}_{1}+{\hat {\mathbf {S} }}_{2}}.

## Le proprietà dell'operatore momento angolare totale
L'operatore momento angolare totale, analogamente al momento angolare orbitale, genera le rotazioni lungo un asse: la funzione d'onda {\displaystyle \psi (x)} ruotata di un angolo {\displaystyle \phi } attorno all'asse {\displaystyle z}, diventa:
{\displaystyle \psi '(x)={\hat {R}}_{z}(\phi )\psi (x)=e^{i\phi J_{z}}\psi (x)}.
Per una rotazione infinitesima si ha:
{\displaystyle \psi '(x)=\psi (x)+id\phi J_{z}\psi (x)\ }.

### Proprietà di commutazione
Le proprietà di commutazione per l'operatore momento angolare totale sono:
{\displaystyle [{\hat {J}}_{x},{\hat {J}}_{y}]=i\hbar {\hat {J}}_{z}}
{\displaystyle [{\hat {J}}_{y},{\hat {J}}_{z}]=i\hbar {\hat {J}}_{x}}
{\displaystyle [{\hat {J}}_{z},{\hat {J}}_{x}]=i\hbar {\hat {J}}_{y}},
dove {\displaystyle {\hat {J}}_{x},{\hat {J}}_{y},{\hat {J}}_{z}} sono le proiezioni del momento angolare totale lungo gli assi cartesiani; in forma compatta è possibile scrivere:
{\displaystyle [{\hat {J}}_{i},{\hat {J}}_{j}]=i\hbar \varepsilon _{ijk}{\hat {J}}_{k}},
dove {\displaystyle \varepsilon _{ijk}} è il tensore di Levi-Civita.
Partendo dal momento angolare totale, è possibile costruire l'operatore {\displaystyle {\hat {\mathbf {J} }}^{2}={\hat {J}}_{x}^{2}+{\hat {J}}_{y}^{2}+{\hat {J}}_{z}^{2}}.
Tale operatore commuta con le componenti del momento angolare totale; infatti:
{\displaystyle [{\hat {J}}_{z},{\hat {\mathbf {J} }}^{2}]=0}
{\displaystyle [{\hat {J}}_{x},{\hat {\mathbf {J} }}^{2}]=0}
{\displaystyle [{\hat {J}}_{y},{\hat {\mathbf {J} }}^{2}]=0}.
È rilevante il comportamento delle componenti del momento angolare totale con gli operatori di posizione e impulso; per quanto riguarda l'operatore di posizione è possibile determinare le seguenti relazioni:
{\displaystyle [{\hat {J}}_{x},{\hat {x}}]=0}
{\displaystyle [{\hat {J}}_{x},{\hat {y}}]=i\hbar {\hat {z}}}
{\displaystyle [{\hat {J}}_{x},{\hat {z}}]=-i\hbar {\hat {y}}}.
Allo stesso modo si possono ottenere le analoghe relazioni con {\displaystyle {\hat {J}}_{y}} ed {\displaystyle {\hat {J}}_{z}}; in generale si ha che la componente del momento angolare su un asse commuta soltanto con la coordinata di quell'asse. In forma compatta si ha:
{\displaystyle [{\hat {J}}_{i},{\hat {x}}_{j}]=i\hbar \varepsilon _{ijk}{\hat {x}}_{k}},
dove {\displaystyle {\hat {x}}_{j}=({\hat {x}},{\hat {y}},{\hat {z}})} e {\displaystyle \varepsilon _{ijk}} è il tensore di Levi-Civita, che è uguale a {\displaystyle +1} per permutazioni pari degli indici, {\displaystyle -1} per permutazioni dispari e {\displaystyle 0} se {\displaystyle i=j}.
Per quanto riguarda le commutazioni con gli impulsi vale esattamente lo stesso discorso:
{\displaystyle [{\hat {J}}_{i},{\hat {p}}_{j}]=i\hbar \varepsilon _{ijk}{\hat {p}}_{k}}.

## Spettro dell'operatore momento angolare totale
Si è visto che le componenti del momento angolare non commutano tra loro, ma tutte singolarmente commutano con l'operatore momento angolare al quadrato. È possibile scegliere una sola componente (per esempio {\displaystyle {\hat {J}}_{z}}) che commuta con {\displaystyle {\hat {\mathbf {J} }}^{2}}; in questo modo lo stato, che è autostato di entrambi gli operatori, può essere chiamato {\displaystyle |j,j_{z}\rangle }. Si possono trovare quali sono gli autovalori {\displaystyle a,b} (a volte più propriamente indicati con {\displaystyle j}, {\displaystyle j_{z}}, oppure con {\displaystyle j}, {\displaystyle m_{j}}) simultanei di questi operatori:
{\displaystyle {\begin{cases}{\hat {\mathbf {J} }}^{2}|j,m_{j}\rangle =\hbar ^{2}a|j,m_{j}\rangle \\{\hat {J}}_{z}|j,m_{j}\rangle =\hbar b|j,m_{j}\rangle \end{cases}}}
Per fare questo è necessario introdurre due operatori, detti operatori di scala:
{\displaystyle {\hat {J}}_{\pm }={\hat {J}}_{x}\pm i{\hat {J}}_{y}},
che sono uno il complesso coniugato dell'altro e non sono hermitiani. Questi operatori hanno le seguenti proprietà:
{\displaystyle [{\hat {J}}_{+},{\hat {J}}_{-}]=2\hbar {\hat {J}}_{z}}
{\displaystyle [{\hat {J}}_{z},{\hat {J}}_{\pm }]=\pm \hbar {\hat {J}}_{\pm }}
{\displaystyle [{\hat {\mathbf {J} }}^{2},{\hat {J}}_{\pm }]=0}.
L'operatore {\displaystyle {\hat {\mathbf {J} }}^{2}} può essere espresso in termini di {\displaystyle {\hat {J}}_{z}} e operatori di scala {\displaystyle {\hat {J}}_{\pm }} nel seguente modo:
{\displaystyle {\hat {\mathbf {J} }}^{2}={\hat {J}}_{-}{\hat {J}}_{+}+{\hat {J}}_{z}^{2}+{\hat {J}}_{z}\hbar }.
Se si fa agire {\displaystyle {\hat {J}}_{z}} sullo stato {\displaystyle {\hat {J}}_{\pm }|j,m_{j}\rangle } si ottiene:
{\displaystyle {\hat {J}}_{z}\left({\hat {J}}_{\pm }|j,m_{j}\rangle \right)=\hbar (b\pm 1)\left({\hat {J}}_{\pm }|j,m_{j}\rangle \right)}.
Applicando {\displaystyle {\hat {J}}_{+}} l'autovalore di {\displaystyle {\hat {J}}_{z}} (cioè {\displaystyle b}) aumenta di {\displaystyle \hbar }; viceversa applicando {\displaystyle {\hat {J}}_{-}}, l'autovalore viene diminuito di {\displaystyle \hbar }, da cui il nome di operatori di scala. Invece applicando {\displaystyle {\hat {\mathbf {J} }}^{2}} si ha:
{\displaystyle {\hat {\mathbf {J} }}^{2}\left({\hat {J}}_{\pm }|j,m_{j}\rangle \right)=\hbar ^{2}a{\hat {J}}_{\pm }|j,m_{j}\rangle },
cioè l'applicazione degli operatori {\displaystyle {\hat {J}}_{\pm }} cambia l'autovalore di {\displaystyle {\hat {J}}_{z}}, ma non di {\displaystyle {\hat {\mathbf {J} }}^{2}}.
La relazione che lega {\displaystyle {\hat {\mathbf {J} }}^{2}} e {\displaystyle {\hat {J}}_{z}} è:
{\displaystyle \langle j,m_{j}|\left({\hat {\mathbf {J} }}^{2}-{\hat {J}}_{z}^{2}\right)|j,m_{j}\rangle =\left\langle {\hat {\mathbf {J} }}^{2}-{\hat {J}}_{z}^{2}\right\rangle \geq 0}.
Ciò implica che gli autovalori della proiezione del momento angolare totale {\displaystyle b} non possono superare quelli di {\displaystyle {\hat {\mathbf {J} }}^{2}}, cioè {\displaystyle a}:
{\displaystyle -{\sqrt {a}}\leq b\leq {\sqrt {a}}}.
Quindi l'autovalore di {\displaystyle {\hat {J}}_{z}} è limitato inferiormente e superiormente dai valori che può prendere {\displaystyle {\hat {\mathbf {J} }}^{2}}. Posti {\displaystyle b_{min}} il valore minimo e {\displaystyle b_{max}} il valore massimo che può assumere {\displaystyle {\hat {J}}_{z}}, e applicando successivamente gli operatori di scala {\displaystyle {\hat {J}}_{+},{\hat {J}}_{-}}, deve essere che:
{\displaystyle {\hat {J}}_{+}|a,b_{max}\rangle =0\;\;}  e  {\displaystyle \;\;{\hat {J}}_{-}|a,b_{min}\rangle =0}.
Se si applica {\displaystyle {\hat {\mathbf {J} }}^{2}} a {\displaystyle |a,b_{max}\rangle } si ottiene che:
{\displaystyle {\hat {\mathbf {J} }}^{2}|a,b_{max}\rangle =(b_{max}^{2}\hbar ^{2}+b_{max}\hbar ^{2})|a,b_{max}\rangle },
da cui:
{\displaystyle \hbar ^{2}a=(b_{max}^{2}+b_{max})\hbar ^{2}=\hbar ^{2}b_{max}(b_{max}+1)}.
Quindi l'autovalore di {\displaystyle {\hat {\mathbf {J} }}^{2}} è {\displaystyle a=b_{max}(b_{max}+1)}volte {\displaystyle \hbar ^{2}}. A causa della limitatezza di {\displaystyle b} e data la simmetria di cui {\displaystyle {\hat {J_{z}}}}deve godere rispetto al piano {\displaystyle xy}, si ha che {\displaystyle b} deve essere necessariamente o intero o semintero. Vi sono pertanto {\displaystyle (2b_{max}+1)}valori di {\displaystyle b}, cioè {\displaystyle b=\{-b_{max},-b_{max}+1,\dots ,b_{max}-1,b_{max}\}}.
Per gli autovalori di {\displaystyle {\hat {\mathbf {J} }}^{2}} si ottiene:
{\displaystyle {\hat {\mathbf {J} }}^{2}|j,m_{j}\rangle =\hbar ^{2}j(j+1)|j,m_{j}\rangle },
e per gli autovalori di {\displaystyle {\hat {J}}_{z}}:
{\displaystyle {\hat {J}}_{z}|j,m_{j}\rangle =m_{j}\hbar |j,m_{j}\rangle },
dove {\displaystyle j} è il numero quantico del momento angolare totale, che può essere intero o semintero, ed {\displaystyle m_{j}=\{-j,-j+1,\dots ,j-1,j\}} è il numero quantico della proiezione del momento angolare totale.

## Elementi di matrice
Per analizzare la struttura delle matrici dei momenti angolari, si assuma che tali momenti siano calcolati sugli autostati {\displaystyle |j,j_{m}\rangle } già normalizzati; di conseguenza in questa base di autostati sia {\displaystyle {\hat {\mathbf {J} }}^{2}} sia {\displaystyle {\hat {J}}_{z}} sono diagonali:
{\displaystyle \langle j',m'_{j}|{\hat {\mathbf {J} }}^{2}|j,m_{j}\rangle =j(j+1)\hbar ^{2}\delta _{j'j}\delta _{m'_{j}m_{j}}}
{\displaystyle \langle j',m'_{j}|{\hat {J}}_{z}|j,m_{j}\rangle =m_{j}\hbar \delta _{j'j}\delta _{m'_{j}m_{j}}}.
Gli elementi di matrice degli operatori a scala sono dati da:
{\displaystyle {\hat {J}}_{+}|j,m_{j}\rangle =c_{+}|j,m_{j}+1\rangle },
dove {\displaystyle c_{+}} è un coefficiente. Utilizzando l'uguaglianza:
{\displaystyle {\hat {\mathbf {J} }}^{2}={\hat {J}}_{-}{\hat {J}}_{+}+{\hat {J}}_{z}^{2}+{\hat {J}}_{z}},
e ricavando l'espressione di {\displaystyle {\hat {J}}_{+}} e di {\displaystyle {\hat {J}}_{-}}, per {\displaystyle {\hat {J}}_{+}} si ha che:
{\displaystyle |c_{+}|^{2}=\hbar ^{2}[j(j+1)-m_{j}^{2}-m_{j}]}.
In definitiva:
{\displaystyle {\hat {J}}_{\pm }|j,m_{j}\rangle =\hbar {\sqrt {(j\mp m_{j})(j\pm m_{j}+1)}}|j,m_{j}\pm 1\rangle },
e gli elementi di matrice sono:
{\displaystyle \langle j',m'_{j}|{\hat {J}}_{\pm }|j,m_{j}\rangle ={\sqrt {(j\mp m_{j})(j\pm m_{j}+1)}}\hbar \delta _{j'j}\delta _{m'_{j}m_{j}\pm 1}}.
Per esempio per {\displaystyle j=1} si ottiene:
{\displaystyle {\hat {J}}_{x}={\frac {\hbar }{\sqrt {2}}}{\begin{pmatrix}0&1&0\\1&0&1\\0&1&0\end{pmatrix}}}
{\displaystyle {\hat {J}}_{y}={\frac {\hbar }{\sqrt {2}}}{\begin{pmatrix}0&-i&0\\i&0&-i\\0&i&0\end{pmatrix}}}
{\displaystyle {\hat {J}}_{z}=\hbar {\begin{pmatrix}1&0&0\\0&0&0\\0&0&-1\end{pmatrix}}}.
Per {\displaystyle j={\frac {1}{2}}} le matrici prendono la forma delle matrici di Pauli a due componenti:
{\displaystyle {\hat {J}}_{x}={\frac {\hbar }{2}}{\begin{pmatrix}0&1\\1&0\end{pmatrix}}}
{\displaystyle {\hat {J}}_{y}={\frac {\hbar }{2}}{\begin{pmatrix}0&-i\\i&0\end{pmatrix}}}
{\displaystyle {\hat {J}}_{z}={\frac {\hbar }{2}}{\begin{pmatrix}1&0\\0&-1\end{pmatrix}}}.
Per {\displaystyle j={\frac {3}{2}}} le matrici prendono la forma:
{\displaystyle {\hat {J}}_{x}={\frac {\hbar }{2}}{\begin{pmatrix}0&{\sqrt {3}}&0&0\\{\sqrt {3}}&0&2&0\\0&2&0&{\sqrt {3}}\\0&0&{\sqrt {3}}&0\end{pmatrix}}}
{\displaystyle {\hat {J}}_{y}={\frac {\hbar }{2}}{\begin{pmatrix}0&-i{\sqrt {3}}&0&0\\i{\sqrt {3}}&0&-2i&0\\0&2i&0&-i{\sqrt {3}}\\0&0&i{\sqrt {3}}&0\end{pmatrix}}}
{\displaystyle {\hat {J}}_{z}={\frac {\hbar }{2}}{\begin{pmatrix}3&0&0&0\\0&1&0&0\\0&0&-1&0\\0&0&0&-3\end{pmatrix}}}.